# موزه باهنر
موزه باهنر مربوط به دوره قاجار است و در کرمان، خیابان شهید باهنر، خیابان شهید ایرانمنش، جنب هیئت عزاداری تکیه محله شهر واقع شده و این اثر در تاریخ ۷ اسفند ۱۳۸۶ با شمارهٔ ثبت ۲۱۴۹۳ به‌عنوان یکی از آثار ملی ایران به ثبت رسیده است.